# Philipp Schmitt
Pour les articles homonymes, voir Schmitt.
Philipp Johann Adolf Schmitt, né le 20 novembre 1902 à Bad Kissingen et mort le 9 août 1950 à Hoboken (Anvers), est un criminel de guerre allemand, commandant du fort de Breendonk et du camp de rassemblement de Malines. Il fut le dernier individu et le seul criminel de guerre allemand à être exécuté en Belgique.

## Éléments biographiques
Philipp Schmitt naquit à Bad Kissingen dans une famille de moyenne bourgeoisie. Il étudia à l'école secondaire jusqu'en 1918 puis fit son apprentissage comme employé de banque. En 1919, il rejoignit un Corps franc bavarois où se formèrent ses opinions d'extrême droite. Il devint membre du Corps franc Oberland (Freikorps Oberland) entre 1922 et 1923 puis de nouveau entre 1925 et 1930 ; il s'agit d'un de ces groupes d'extrême-droite qui participèrent au putsch manqué de la Bierhalle organisé par Hitler le 9 novembre 1923. Schmitt fut condamné à trois reprises à ce moment-là pour coups et blessures. Il occupa par la suite divers emplois mais brièvement car il ne put en conserver aucun.
Il rejoignit le parti nazi, le NSDAP, en septembre 1925, mais cessa de payer sa cotisation après août 1926. Quand l'étoile d'Hitler recommença brusquement de briller après les élections de septembre 1930, Schmitt revint au parti en même temps qu'il devenait membre de la SA. À la fin mars 1932, il rejoignit la SS (numéro de membre : 44291). Son comportement « exemplaire » au sein de l'organisation ne passa pas inaperçu et, en septembre 1935, il avait déjà été promu SS-Untersturmführer, puis SS-Obersturmführer en septembre 1936. En 1936, il fut muté au SD Hauptamt, le service de renseignement du parti à Berlin. Il devint chef de section et promu, le 20 avril 1938, SS-Hauptsturmführer (i.e. capitaine). Sa tâche principale était de rédiger des rapports politiques. Le 23 septembre 1939 il épouse Ilse Birkholz en accord avec l'Heiratsbefehl d'Himmler (ordonnance sur le mariage selon des critères raciaux).

### Seconde Guerre mondiale
Peu de temps avant le déclenchement de la Seconde Guerre mondiale, il fut muté à Wiesbaden où on le chargea du maintien de l'ordre sur les travaux de voirie de l'Organisation Todt. Peu après la conquête de la Belgique, le 1er août 1940, il fut nommé SS-Sturmbannführer du SD à Bruxelles. On lui confia le même mois le fort de Breendonk qu'il avait pour mission d'aménager en camp.
Il resta commandant de ce camp jusqu'en novembre 1943. Il soumettait les prisonniers à un régime si brutal qu'il inspirait à tous la terreur. Sa conduite était si abominable que ses collègues en arrivaient à l'éviter quand il se rendait à Bruxelles en visite de travail (il est vrai que les déclarations d'après-guerre ne sont pas toujours fiables). Il avait la réputation de lâcher sur les prisonniers, Lump, son inséparable berger allemand. Lui-même ne se livrait que rarement à la violence, à moins qu'il ne fût pris de boisson ou sous morphine, ce qui arrivait assez souvent, mais il confiait ce soin à son chien, et surtout, à son second, le SS-Untersturmführer Arthur Prauss, particulièrement brutal.
Le 15 juillet 1942, Harry von Craushaar (de), vice-chef de l’Administration militaire (Militärbefehlshaber in Belgiën und Nordfrankreich), charge le SS-Sturmbannführer Philipp Schmitt d’organiser dans la caserne Dossin un camp de rassemblement pour Juifs (Juden Sammellager) avec pour seule finalité la déportation vers le camp d'extermination Auschwitz-Birkenau. Schmitt est vraisemblablement choisi du fait de son adhésion au parti nazi depuis 1925 mais surtout à cause de sa réputation de brutalité et d'efficacité nazie comme commandant au Fort de Breendonk (Auditorat Militaire, Procès Schmitt, Attestation relative à la mise sur pied du camp de rassemblement de Malines sous la direction de Philipp SCHMITT, Bruxelles, 15 juillet 1942).
À partir de la Caserne Dossin, plus de 25 000 personnes, surtout des Juifs, ont été déportées vers le camp d'extermination d'Auschwitz. Mais il fut suspendu en avril 1943 du fait qu'il avait profité de son grade d'officier SS pour mettre en place un commerce clandestin avec les juifs. Cela lui valut une violente réprimande de la part du général SS Ernst Kaltenbrunner, devenu chef de la RHSA (Office central de la sécurité du Reich) après l'assassinat de Reinhard Heydrich.
Le grand plaisir de sa femme, Ilse Birkholz, était d'observer les prisonniers tous nus pendant qu'ils prenaient leur douche ou même de les regarder faire leurs besoins au-dessus du grand tonneau qui servait à tous pour cet usage. Elle ne fut toutefois pas inquiétée après-guerre.
En novembre 1943, Philipp Schmitt finit par être démis de ses fonctions de commandant du camp par son supérieur, Ernst Ehlers, et fut remplacé par Karl Schönwetter.
En janvier 1944, après un bref congé de maladie à Willebroek, il retourna au Reichssicherheitshauptamt (RSHA) d'où il fut envoyé au Danemark où il servit (sous le pseudonyme de « Römer ») dans une unité d'infiltration anti-terroriste, la Aarhus-division du « Peter-Gruppe (de) ». Sa responsabilité a été engagée dans le meurtre de quatre combattants de la résistance danoise. Pendant ce temps, son épouse travaillait à la Gestapo berlinoise. Lors de combats ultérieurs, Schmitt fut encore blessé à la jambe par des tirs d'artillerie américains au cours d'un affrontement près de Ruremonde.

### Arrestation et jugement
Philipp Schmitt fut arrêté aux Pays-Bas en 1945. Incarcéré à la prison de Rotterdam, il avait été reconnu par Paul Lévy, ancien détenu de Breendonk. Le 20 novembre 1945, il est extradé en Belgique et sera détenu à l'endroit même où il sévit des années durant en tant que commandant. Quelques anciens prisonniers du camp de Breendonk ne se privèrent pas de l'humilier à son tour. Le Conseil de guerre d'Anvers (justice militaire) le poursuivit pour, entre autres exactions, 83 meurtres perpétrés à Breendonk tandis qu'il en était le commandant.
Le procès débuta le 2 août 1949. Le Conseil de guerre rendit son verdict le 25 novembre 1949 et le condamne à mort. Ce procès avait été différé longtemps en raison du fait qu'au sortir de la guerre, la loi belge ne prévoyait pas qu'un soldat allemand pût être jugé par une juridiction belge. Un pourvoi en cassation ayant été rejeté, le recours en grâce qu’il avait adressé au Roi ayant été rejeté le 7 août 1950, la sentence du tribunal militaire fut maintenue et Philippe Schmitt fut exécuté dans l'ancienne boulangerie militaire d'Hoboken, le 9 août 1950 à 6 h du matin par un peloton d'exécution composé de gendarmes. Philipp Schmitt fut le seul dignitaire nazi à être jugé en Belgique et sera le dernier condamné à mort effectivement exécuté en Belgique.
Durant tout son procès il garda cette attitude ironique, arrogante, méprisante, insultante et, pareil à lui-même et à d’autres criminels dans son cas, répondit aux témoignages de 1 472 ex-détenus de Breendonk : «… toutes ces histoires sont des « fables d’atrocités (greuelmärchen) »… ». M. Paul Lévy qui, jusqu’au-bout avait voulu croire à un repentir, à l’ombre d’un remords, le qualifia finalement de « criminel doctrinal » qui mettait sa conscience à l’aise lorsqu’il torturait et assassinait en se disant que c’était son devoir et que tout son honneur était sa fidélité.